# Splachnum resectum
Splachnum resectum är en bladmossart som beskrevs av Palisot de Beauvois 1805. Splachnum resectum ingår i släktet parasollmossor, och familjen Splachnaceae. Inga underarter finns listade i Catalogue of Life.